# Momotus subrufescens
A Momotus subrufescens a madarak osztályának verébalakúak (Passeriformes) rendjébe és a motmotfélék (Momotidae) családjába tartozó faj.

## Rendszerezése
A fajt Philip Lutley Sclater angol ügyvéd és zoológus írta le 1853-ban. Egyes szervezetek szerint a diadémmotmot (Momotus momota) alfaja Momotus momota subrufescens néven.

## Előfordulása
Panama, Ecuador, Kolumbia, Peru és Venezuela honos. Természetes élőhelyei a szubtrópusi és trópusi síkvidéki és hegyi esőerdők, száraz erdők, valamint legelők, másodlagos erdők, ültetvények és vidéki kertek. Állandó, nem vonuló faj.

## Természetvédelmi helyzete
Az elterjedési területe rendkívül nagy, egyedszáma is nagy és stabil. A Természetvédelmi Világszövetség Vörös listáján nem fenyegetett fajként szerepel.